# Cumbres Calchaquíes
Cumbres Calchaquíes är en bergskedja i Argentina.   Den ligger i provinsen Tucumán, i den norra delen av landet, 1 100 km nordväst om huvudstaden Buenos Aires.
Cumbres Calchaquíes sträcker sig 37 km i nord-sydlig riktning. Den högsta toppen är Morro de la Laguna, 4 593 meter över havet.
Topografiskt ingår följande toppar i Cumbres Calchaquíes:
- Cerro Pabellón
- Morro de la Laguna
- Morro del Diablo

Trakten runt Cumbres Calchaquíes består i huvudsak av gräsmarker. Runt Cumbres Calchaquíes är det ganska tätbefolkat, med 90 invånare per kvadratkilometer.